# Communauté de communes du val de Canche et d'Authie
La communauté de communes du val de Canche et d'Authie est une ancienne communauté de communes française, située dans le département du Pas-de-Calais et la région Nord-Pas-de-Calais, arrondissement de Montreuil.

## Historique
La Communauté de Communes du Val de Canche et d’Authie a été instituée le 1er janvier 1996, par transformation de l'ancien SIVOM du Val de Canche et d’Authie.
Le 1er janvier 2014, l'intercommunalité fusionne avec la communauté de communes de l'Hesdinois et celle de Canche Ternoise pour former la communauté de communes des Sept Vallées.

## Territoire communautaire

### Composition
L'intercommunalité était composée des communes suivantes :
1. Aix-en-Issart
2. Beaurainville
3. Boisjean
4. Boubers-lès-Hesmond
5. Brimeux
6. Buire-le-Sec
7. Campagne-lès-Hesdin
8. Douriez
9. Gouy-Saint-André
10. Hesmond
11. Lespinoy
12. Loison-sur-Créquoise
13. Maintenay
14. Marant
15. Marenla
16. Maresquel-Ecquemicourt
17. Marles-sur-Canche
18. Offin
19. Roussent
20. Saint-Denœux
21. Saint-Rémy-au-Bois
22. Saulchoy
23. Sempy

## Administration

### Élus
L'intercommunalité était administrée par un conseil communautaire composé de 61 conseillers municipaux élus par chacun des 23 conseils municipaux des communes membres, à raison de deux délégués pour les communes de moins de 400 habitants, plus un par tranche supplémentaire de 1 à 400 habitants

### Présidents
| Période                                  | Période          | Identité     | Étiquette | Qualité          |
| ---------------------------------------- | ---------------- | ------------ | --------- | ---------------- |
| Les données manquantes sont à compléter. |                  |              |           |                  |
| 2008                                     | 31 décembre 2013 | Pascal Deray |           | Maire de Hesmond |

## Pour approfondir